# Cliff Richard
Sir Cliff Richard, geboren als Harry Rodger Webb (Lucknow, Uttar Pradesh, 14 oktober 1940), is een Britse zanger en acteur. In 1995 is hij geridderd en werd zijn artiestennaam ook zijn officiële naam.

## Biografie
Harry Webb werd geboren in Lucknow in India en koos zijn artiestennaam in 1958. Zijn eerste nummer Move It was eigenlijk het B-kantje van een cover namelijk het nummer Schoolboy crush, maar Radio Luxemburg koos voor deze kant en het kwam op de tweede plaats terecht in de Britse hitlijst. In 1999 scoorde hij zijn laatste nummer 1-hit in Engeland met The Millennium Prayer. Hij heeft in de jaren 50, 60, 70, 80, 90 en 00 in de Nederlandse en Belgische hitlijsten gestaan.
Zijn carrière werd in de beginjaren geïnspireerd door Elvis Presley. Zijn begeleidingsgroep heette eerst The Drifters, maar omdat er in de VS al een band bestond met die naam werd dat The Shadows. Het was tot 1969 zijn vaste begeleidingsgroep. Meer dan 260 miljoen platen gingen van hem over de toonbank. Cliff Richard speelde in de films Serious Charge (1959), The Young Ones (1961), Summer Holiday (1963), Wonderful Life (1964) en Finders Keepers (1966).
Hij vertegenwoordigde het Verenigd Koninkrijk op het Eurovisiesongfestival met de nummers Congratulations in 1968 en Power To All Our Friends in 1973, waarmee hij respectievelijk de tweede en de derde plaats behaalde.
Hij zet zich onder andere in voor jong aanstormend tennistalent en is dan ook vaak te zien bij tenniswedstrijden. Op 3 juli 1996 was hij als toeschouwer aanwezig op het grandslamtoernooi op Wimbledon en gaf hij tijdens een lange onderbreking vanwege regen spontaan een a-capella-miniconcert voor de toeschouwers op het centre court. In het spontaan gevormde achtergrondkoor deden onder anderen Martina Navrátilová en Virginia Wade mee.
Zijn wijngaarden in Portugal leveren hem zijn eigen wijn op. Tevens heeft hij vier eigen parfums. Deze zijn genoemd naar zijn hits: Miss You Nights, Dreammaker, Devil Woman en Summer Holiday (alle vier de titels zong hij tijdens Here and Now). Sinds 1964 is Cliff Richard een overtuigd christen en hij heeft sindsdien ook gospelmuziek op zijn repertoire. De zanger is nooit getrouwd. In 2002 hield de BBC een stemming voor de 100 Greatest Britons waarbij Richard op de 56e plaats eindigde.
In 2008 stond Cliff Richard vijftig jaar op de planken. Dit vierde hij met zijn Timemachine Tour die hem vanaf november door het Verenigd Koninkrijk bracht. In het najaar van 2009 bracht hij een aantal concerten, samen met The Shadows.
De zanger werd in 2013 beschuldigd van seksueel misbruik van minderjarigen. Hij werd nooit aangeklaagd of vervolgd. De politie bood na jarenlang onderzoek excuses aan voor de verdachtmakingen. De BBC werd voor haar wijze van berichtgeving veroordeeld en betaalde zo’n twee miljoen pond schadevergoeding.

## Fotogalerij

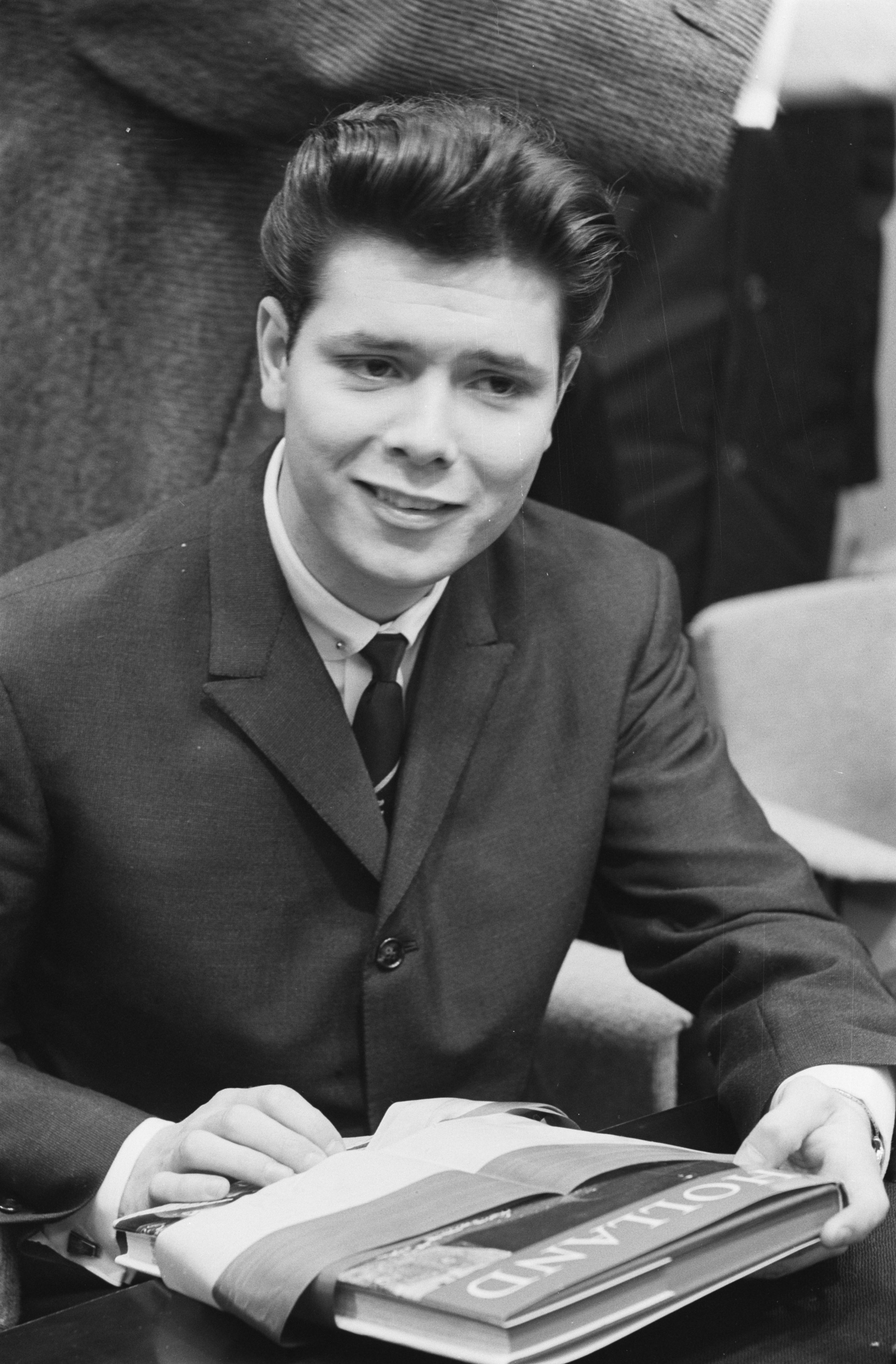
Cliff Richard in 1962
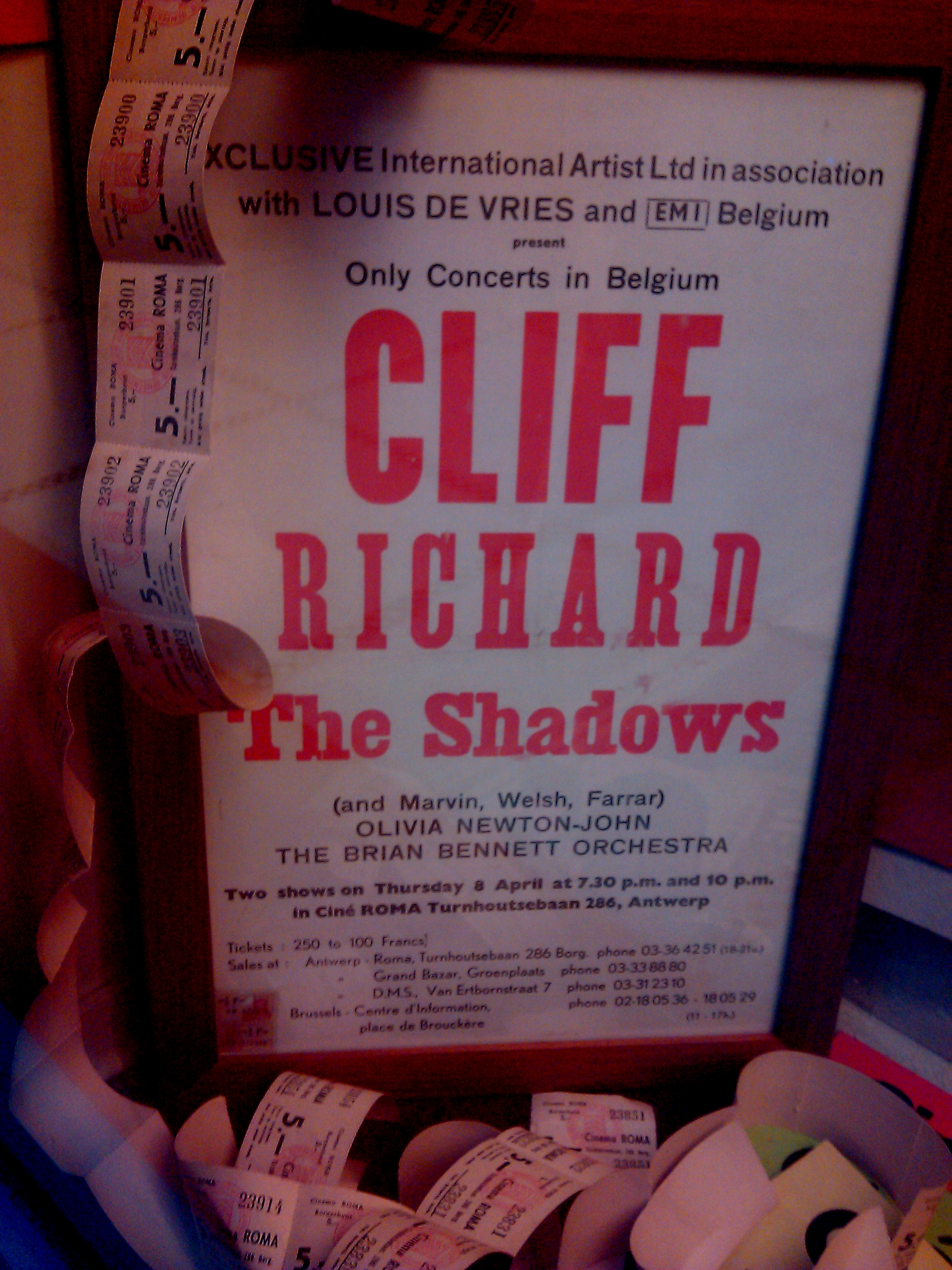
Concertaffiche in De Roma van het concert op 8 april 1971
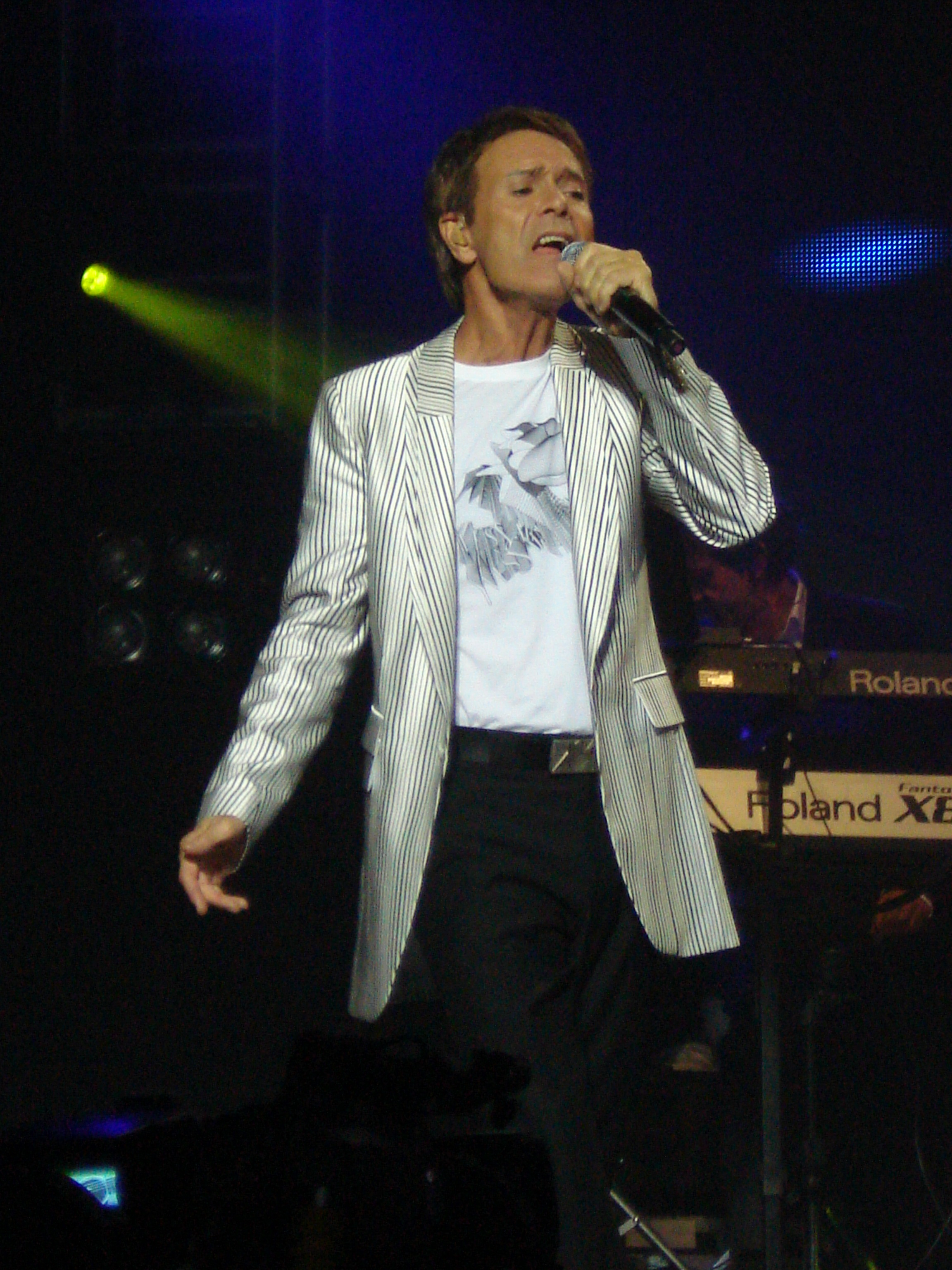
Cliff Richard in 2009
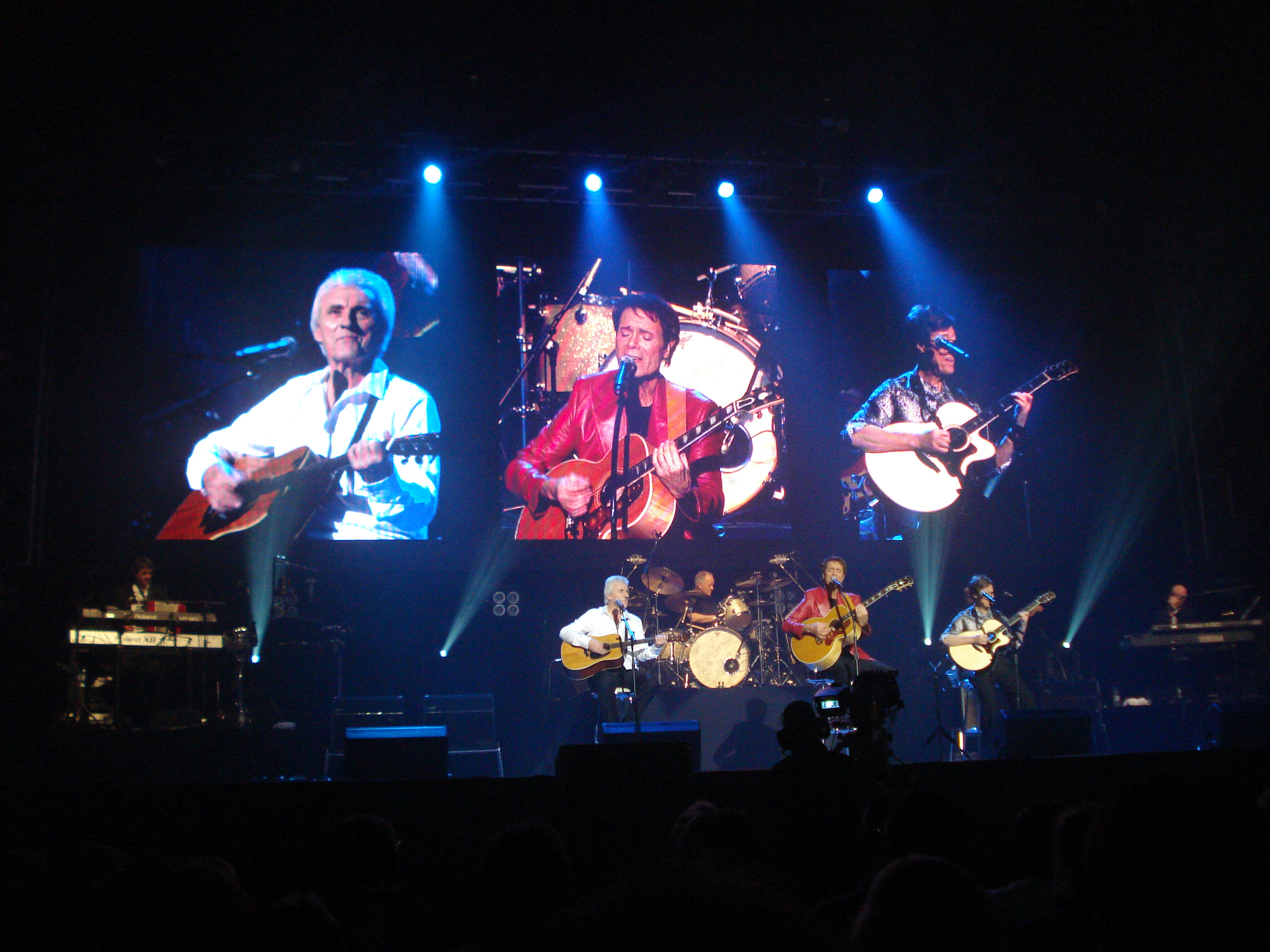
Cliff Richard en The Shadows, Brussel 2009
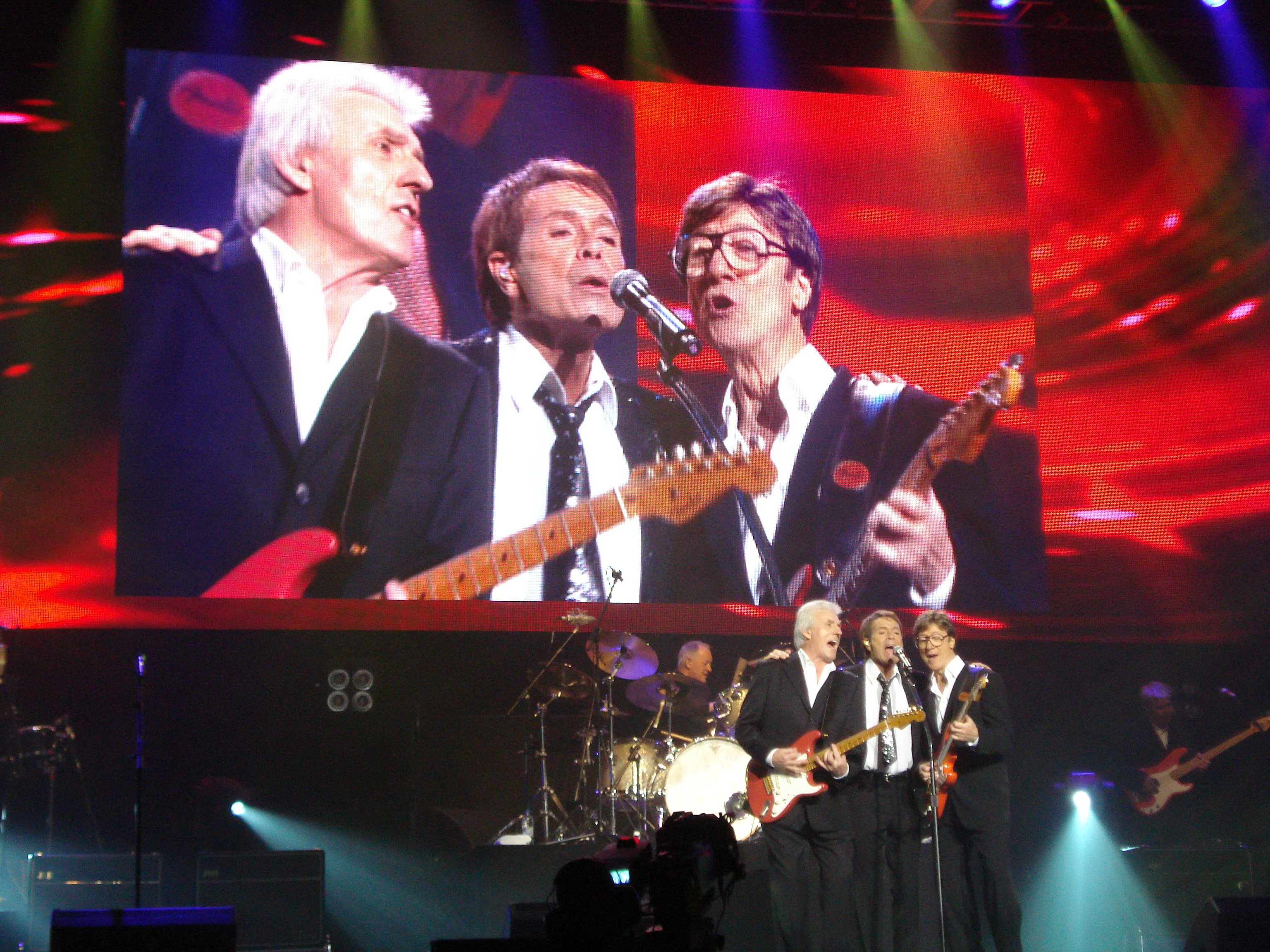
Cliff Richard en The Shadows, 2009

## Discografie

### Albums
| Album met eventuele hitnotering(en) in de Nederlandse Album Top 100 | Datum van verschijnen | Datum van binnenkomst | Hoogste positie | Aantal weken | Opmerkingen                     |
| ------------------------------------------------------------------- | --------------------- | --------------------- | --------------- | ------------ | ------------------------------- |
| 40 Golden greats                                                    | 1977                  | 15 oktober 1977       | 19              | 9            | Verzamelalbum                   |
| Rock 'n roll juvenile                                               | 1979                  | 15 september 1979     | 20              | 8            |                                 |
| I'm no hero                                                         | 1980                  | 13 september 1980     | 11              | 8            |                                 |
| Grootste hits                                                       | 1981                  | 14 februari 1981      | 10              | 16           | Verzamelalbum                   |
| Now you see me, now you don't                                       | 1982                  | 4 september 1982      | 27              | 5            |                                 |
| Always guaranteed                                                   | 1987                  | 10 oktober 1987       | 13              | 11           |                                 |
| The hit list                                                        | 1994                  | 22 oktober 1994       | 30              | 16           | Verzamellabum                   |
| 40 Years of hits in Holland                                         | 1998                  | 11 april 1998         | 11              | 20           | Verzamelalbum                   |
| Something's goin' on                                                | 2004                  | 6 november 2004       | 67              | 1            |                                 |
| Reunited - 50th anniversary album                                   | 18 september 2009     | 26 september 2009     | 72              | 1            | met The Shadows / Verzamelalbum |
| Bold as brass                                                       | 8 oktober 2010        | 16 oktober 2010       | 79              | 1            |                                 |
| Soulicious                                                          | 7 oktober 2011        | 15 oktober 2011       | 90              | 1            |                                 |
| The Fabulous Rock'n'Roll Songbook                                   | 8 november 2013       | 16 november 2013      | 86              | 1*           |                                 |

| Album met hitnotering(en) in de Vlaamse Ultratop 200 albums | Datum van verschijnen | Datum van binnenkomst | Hoogste positie | Aantal weken | Opmerkingen |
| ----------------------------------------------------------- | --------------------- | --------------------- | --------------- | ------------ | ----------- |
| Cliff at Christmas                                          | 2003                  | 27 december 2003      | 43              | 4            |             |
| Bold as brass                                               | 2010                  | 23 oktober 2010       | 99              | 2            |             |
| The fabulous rock 'n roll songbook                          | 2013                  | 22 november 2013      | 113             | 4            |             |
| 75 at 75                                                    | 2015                  | 26 september 2015     | 110             | 4            |             |
| Just... fabulous rock 'n' roll                              | 2016                  | 19 november 2016      | 109             | 3            |             |
| Rise up                                                     | 2015                  | 28 maart 2015         | 77              | 1*           |             |

### Singles
| Single met eventuele hitnotering(en) in de Nederlandse Top 40 | Datum van verschijnen | Datum van binnenkomst | Hoogste positie | Aantal weken | Opmerkingen                                                     |
| ------------------------------------------------------------- | --------------------- | --------------------- | --------------- | ------------ | --------------------------------------------------------------- |
| Pre-Top 40                                                    |                       |                       |                 |              |                                                                 |
| Living doll                                                   | 1959                  | 09-1959               | 2               | 6            | met The Drifters                                                |
| Travelin' light                                               | 1960                  | 01-1960               | 15              | 2            | met The Shadows                                                 |
| Voice in the wilderness                                       | 1960                  | 06-1960               | 15              | 1            | met The Shadows / Nr. 14 in de Single Top 100                   |
| Fall in love with you                                         | 1960                  | 07-1960               | 15              | 1            | met The Shadows / Nr. 12 in de Single Top 100                   |
| Please don't tease                                            | 1960                  | 09-1960               | 7               | 3            | met The Shadows / Nr. 8 in de Single Top 100                    |
| Nine times out of ten                                         | 1961                  | 01-1961               | 7               | 2            | met The Shadows                                                 |
| I love you                                                    | 1961                  | 02-1961               | 9               | 3            | met The Shadows / Nr. 6 in de Single Top 100                    |
| Theme for a dream                                             | 1961                  | 05-1961               | 15              | 2            | met The Shadows / Nr. 12 in de Single Top 100                   |
| Gee whiz it's you                                             | 1961                  | 07-1961               | 14              | 2            | met The Shadows                                                 |
| A girl like you                                               | 1961                  | 08-1961               | 8               | 4            | met The Shadows / Nr. 7 in de Single Top 100                    |
| When the girl in your arms is the girl in your heart          | 1962                  | 01-1962               | 14              | 3            | met The Shadows                                                 |
| The young ones                                                | 1962                  | 03-1962               | 2               | 7            | met The Shadows / Nr. 1 in de Single Top 100                    |
| Do you want to dance                                          | 1962                  | 07-1962               | 1               | 5            | met The Shadows / Nr. 1 in de Single Top 100                    |
| Lessons in love                                               | 1962                  | 10-1962               | 12              | 3            | Nr. 7 in de Single Top 100                                      |
| It'll be me                                                   | 1962                  | 11-1962               | 2               | 5            | met The Shadows / Nr. 2 in de Single Top 100                    |
| Forty days                                                    | 1963                  | 02-1963               | 12              | 2            | Nr. 8 in de Single Top 100                                      |
| Bachelor Boy / The next time                                  | 1963                  | 02-1963               | 1               | 5            | met The Shadows / Nr. 1 in de Single Top 100                    |
| Y'arriva                                                      | 1963                  | 02-1963               | 17              | 3            |                                                                 |
| Summer Holiday                                                | 1963                  | 05-1963               | 3               | 5            | met The Shadows / Nr. 2 in de Single Top 100                    |
| Lucky lips                                                    | 1963                  | 06-1963               | 2               | 6            | met The Shadows / Nr. 1 in de Single Top 100                    |
| It's all in the game / Your eyes tell on you                  | 1963                  | 10-1963               | 6               | 4            | Nr. 4 in de Single Top 100                                      |
| Tijd voor Teenagers Top 10                                    |                       |                       |                 |              |                                                                 |
| Maria no mas                                                  | 1963                  | 30 november 1963      | 2               | 13           |                                                                 |
| Don't talk to him                                             | 1963                  | 7 december 1963       | 5               | 5            | met The Shadows                                                 |
| Big news                                                      | 1963                  | 7 december 1963       | 20              | 4            |                                                                 |
| I'm the lonely one                                            | 1964                  | 22 februari 1964      | 3               | 14           | met The Shadows                                                 |
| J'attendrai                                                   | 1964                  | 5 maart 1964          | 26              | 4            |                                                                 |
| Constantly                                                    | 1964                  | 16 mei 1964           | 3               | 11           |                                                                 |
| On the beach                                                  | 26 juni 1964          | 15 augustus 1964      | 3               | 8            | met The Shadows                                                 |
| The twelfth of never                                          | 1964                  | 17 oktober 1964       | 13              | 11           |                                                                 |
| I could easily fall (in love with you)                        | 1964                  | 26 december 1964      | 3               | 10           | met The Shadows                                                 |
| Top 40                                                        |                       |                       |                 |              |                                                                 |
| I could easily fall (in love with you)                        | 1964                  | 2 januari 1965        | 4               | 13           | met The Shadows                                                 |
| The minute you're gone                                        | 1965                  | 3 april 1965          | 21              | 9            |                                                                 |
| On my word                                                    | 1965                  | 26 juni 1965          | 20              | 9            |                                                                 |
| Angel                                                         | 1965                  | 28 augustus 1965      | 40              | 2            |                                                                 |
| Wind me up (let me go)                                        | 1966                  | 7 januari 1966        | 36              | 3            | Nr. 15 in de Single Top 100                                     |
| Blue turns to grey                                            | 1966                  | 16 april 1966         | 18              | 7            | met The Shadows                                                 |
| Visions                                                       | 1966                  | 20 augustus 1966      | 21              | 6            |                                                                 |
| Time drags by                                                 | 1966                  | 5 november 1966       | 37              | 2            | met The Shadows                                                 |
| In the country                                                | 1967                  | 7 januari 1967        | 12              | 8            | met The Shadows / Nr. 14 in de Single Top 100                   |
| It's all over                                                 | 1967                  | 8 april 1967          | 24              | 6            |                                                                 |
| I'll come runnin'                                             | 1967                  | 24 juni 1967          | 31              | 4            |                                                                 |
| The day I met Marie                                           | 1967                  | 2 september 1967      | 8               | 11           | Nr. 7 in de Single Top 100                                      |
| All my love                                                   | 1967                  | 25 november 1967      | 11              | 10           | Nr. 12 in de Single Top 100                                     |
| Congratulations                                               | 1968                  | 30 maart 1968         | 1(4wk)          | 14           | Nr. 1 in de Single Top 100                                      |
| Marianne                                                      | 1968                  | 2 november 1968       | 37              | 1            |                                                                 |
| Good times (Better times)                                     | 1969                  | 22 maart 1969         | 9               | 6            | Nr. 12 in de Single Top 100                                     |
| Big ship                                                      | 1969                  | 31 mei 1969           | tip             | -            |                                                                 |
| Early in the morning                                          | 1969                  | 6 september 1969      | tip             | -            |                                                                 |
| Throw down a line                                             | 1969                  | 13 september 1969     | tip             | -            | met Hank B. Marvin                                              |
| Joy of living                                                 | 1970                  | 21 februari 1970      | tip             | -            | met Hank B. Marvin                                              |
| Goodbye Sam, hello Samantha                                   | 1970                  | 18 juli 1970          | 22              | 5            | Nr. 20 in de Single Top 100                                     |
| Ain't got time anymore                                        | 1970                  | 5 september 1970      | tip9            | -            |                                                                 |
| Sunny honey girl                                              | 1971                  | 6 maart 1971          | tip13           | -            |                                                                 |
| Silvery rain                                                  | 1971                  | 1 mei 1971            | tip17           | -            |                                                                 |
| Power to all our friends                                      | 1973                  | 21 april 1973         | 1(4wk)          | 12           | Nr. 1 in de Single Top 100                                      |
| Take me high                                                  | 1974                  | 23 februari 1974      | 34              | 3            | Nr. 27 in de Single Top 100                                     |
| Miss you nights                                               | 1976                  | 17 april 1976         | 10              | 8            | Nr. 10 in de Single Top 100 / Alarmschijf                       |
| I can't ask for anymore than you                              | 1976                  | 18 september 1976     | tip11           | -            |                                                                 |
| Hey Mr Dreammaker                                             | 1977                  | 29 januari 1977       | 22              | 5            | Nr. 21 in de Single Top 100                                     |
| My kinda life                                                 | 1977                  | 9 april 1977          | 20              | 5            | Nr. 18 in de Single Top 100                                     |
| When two worlds drift apart                                   | 1977                  | 16 juli 1977          | tip5            | -            |                                                                 |
| We Don't Talk Anymore                                         | 1979                  | 18 augustus 1979      | 3               | 11           | Nr. 4 in de Single Top 100 / Alarmschijf                        |
| Carrie                                                        | 1980                  | 5 januari 1980        | 29              | 5            | Nr. 29 in de Single Top 100                                     |
| Dreamin'                                                      | 1980                  | 30 augustus 1980      | 12              | 7            | Nr. 15 in de Single Top 100 / Alarmschijf                       |
| A little in love                                              | 1981                  | 10 januari 1981       | tip4            | -            | Nr. 38 in de Single Top 100                                     |
| Wired for sound                                               | 1981                  | 31 oktober 1981       | 31              | 4            | Nr. 34 in de Single Top 100                                     |
| Daddy's home                                                  | 1981                  | 19 december 1981      | 14              | 8            | Nr. 14 in de Single Top 100 / Alarmschijf                       |
| The only way out                                              | 1982                  | 7 augustus 1982       | 13              | 6            | Nr. 20 in de Single Top 100 / Alarmschijf                       |
| Where do we go from here                                      | 1982                  | 9 oktober 1982        | tip7            | -            |                                                                 |
| She means nothing to me                                       | 1983                  | 26 februari 1983      | tip20           | -            | met Phil Everly                                                 |
| True love ways                                                | 1983                  | 7 mei 1983            | tip2            | -            | met London Philharmonic Orchestra / Nr. 41 in de Single Top 100 |
| Please don't fall in love                                     | 1984                  | 28 januari 1984       | tip20           | -            |                                                                 |
| She's so beautiful                                            | 1985                  | 28 september 1985     | tip17           | -            |                                                                 |
| Living doll                                                   | 1986                  | 12 april 1986         | 1(4wk)          | 10           | met The Young Ones / Nr. 1 in de Single Top 100                 |
| All I ask of you                                              | 1986                  | 6 december 1986       | tip6            | -            | met Sarah Brightman                                             |
| Slow rivers                                                   | 1986                  | 20 december 1986      | tip14           | -            | met Elton John                                                  |
| Some People                                                   | 1987                  | 3 oktober 1987        | 4               | 10           | Nr. 5 in de Single Top 100 / Alarmschijf                        |
| My pretty one                                                 | 1987                  | -                     |                 |              | Nr. 92 in de Single Top 100                                     |
| Mistletoe & wine                                              | 1988                  | -                     |                 |              | Nr. 71 in de Single Top 100                                     |
| The Best of Me                                                | 1989                  | 10 juni 1989          | tip12           | -            | Nr. 55 in de Single Top 100                                     |
| I just don't have the heart                                   | 1989                  | 30 september 1989     | tip19           | -            | Nr. 67 in de Single Top 100                                     |
| Lean on you                                                   | 1989                  | 18 november 1989      | tip15           | -            | Nr. 66 in de Single Top 100                                     |
| Living doll                                                   | 1998                  | 18 april 1998         | tip18           | -            | met The Shadows / Nr. 7 in de Single Top 100                    |
| Can't keep this feeling in                                    | 1998                  | -                     |                 |              | Nr. 83 in de Single Top 100                                     |
| The millennium prayer                                         | 1999                  | 18 december 1999      | 14              | 3            | Nr. 12 in de Single Top 100                                     |

| Single met hitnotering(en) in de Vlaamse Ultratop 50 | Datum van verschijnen | Datum van binnenkomst | Hoogste positie | Aantal weken | Opmerkingen |
| ---------------------------------------------------- | --------------------- | --------------------- | --------------- | ------------ | ----------- |
| Living doll                                          | 1959                  | 1 oktober 1959        | 16              | 12           |             |
| Nine times out of ten                                | 1961                  | 1 januari 1961        | 13              | 4            |             |
| I love you                                           | 1961                  | 1 februari 1961       | 14              | 8            |             |
| Theme for a dream                                    | 1961                  | 1 mei 1961            | 16              | 4            |             |
| Gee wizz it's you                                    | 1961                  | 1 juni 1961           | 20              | 4            |             |
| A girl like you                                      | 1961                  | 1 september 1961      | 15              | 4            |             |
| When the girl in your arms is the girl in your heart | 1961                  | 1 december 1961       | 4               | 12           |             |
| The young ones                                       | 1962                  | 1 maart 1962          | 4               | 16           |             |
| Do you want to dance                                 | 1962                  | 1 juni 1962           | 4               | 16           |             |
| It'll be me                                          | 1962                  | 1 september 1962      | 8               | 16           |             |
| The next time/bachelor boy                           | 1963                  | 1 januari 1963        | 3               | 12           |             |
| Summer Holiday                                       | 1963                  | 1 maart 1963          | 5               | 12           |             |
| Lucky lips                                           | 1963                  | 1 juni 1963           | 1(1wk)          | 12           |             |
| It's all in the game                                 | 1963                  | 1 september 1963      | 6               | 16           |             |
| Don't talk to him                                    | 1963                  | 1 december 1963       | 7               | 8            |             |
| Maria no mas                                         | 1964                  | 1 februari 1964       | 4               | 8            |             |
| Constantly                                           | 1964                  | 1 mei 1964            | 9               | 16           |             |
| On the beach                                         | 1964                  | 1 augustus 1964       | 10              | 4            |             |
| I could easily fall (in love with you                | 1965                  | 1 februari 1965       | 17              | 8            |             |
| Angel                                                | 1965                  | 1 mei 1965            | 14              | 10           |             |
| All my love                                          | 1967                  | 16 december 1967      | 3               | 12           |             |
| Congratulations                                      | 1968                  | 6 april 1968          | 1(4wk)          | 14           |             |
| Wonderful world                                      | 1968                  | 3 augustus 1968       | 20              | 2            |             |
| Marianne                                             | 1968                  | 26 oktober 1968       | 18              | 3            |             |
| Good times (better times)                            | 1969                  | 19 april 1969         | 8               | 6            |             |
| Big ship                                             | 1969                  | 12 juli 1969          | 13              | 4            |             |
| Throw down a line                                    | 1969                  | 25 oktober 1969       | 12              | 4            |             |
| Goodbye Sam, hello Samantha                          | 1970                  | 25 juli 1970          | 4               | 12           |             |
| Sunny honey girl                                     | 1971                  | 27 februari 1971      | 30              | 1            |             |
| Power to al our friends                              | 1973                  | 14 april 1973         | 2               | 12           |             |
| Miss you nights                                      | 1976                  | 15 mei 1976           | 17              | 4            |             |
| I can't ask for anymore than you                     | 1976                  | 2 oktober 1976        | 23              | 1            |             |
| My kinda life                                        | 1977                  | 16 april 1977         | 19              | 4            |             |
| We don't talk anymore                                | 1979                  | 1 september 1979      | 1(2wk)          | 12           |             |
| Carrie                                               | 1980                  | 2 februari 1980       | 26              | 2            |             |
| Dreamin'                                             | 1980                  | 6 september 1980      | 2               | 12           |             |
| Just another guy                                     | 1980                  | 6 december 1980       | 24              | 5            |             |

### NPO Radio 2 Top 2000
| Nummers met noteringen in de NPO Radio 2 Top 2000 | '99 | '00  | '01  | '02  | '03  | '04  | '05  | '06  | '07  | '08  | '09  | '10  | '11  | '12  | '13  | '14  | '15  | '16  | '17  | '18  | '19  |
| ------------------------------------------------- | --- | ---- | ---- | ---- | ---- | ---- | ---- | ---- | ---- | ---- | ---- | ---- | ---- | ---- | ---- | ---- | ---- | ---- | ---- | ---- | ---- |
| Bachelor Boy                                      | 886 | 1061 | 1532 | -    | 1891 | 1769 | 1817 | 1671 | 1705 | 1723 | 1653 | 1953 | -    | -    | -    | -    | -    | -    | -    | -    | -    |
| Congratulations                                   | 624 | 1093 | 1417 | -    | -    | 1996 | 1925 | 1983 | 1926 | 1884 | -    | -    | -    | -    | -    | -    | -    | -    | -    | -    | -    |
| Do you want to dance                              | 644 | 881  | 749  | 1450 | 1334 | 1342 | 1375 | 1478 | 1412 | 1364 | 1623 | -    | -    | -    | -    | -    | -    | -    | -    | -    | -    |
| Don't Talk to Him                                 | -   | 1430 | 1588 | -    | -    | -    | -    | -    | -    | -    | -    | -    | -    | -    | -    | -    | -    | -    | -    | -    | -    |
| I Could Easily Fall (In Love with You)            | -   | 1173 | 1728 | -    | 1867 | 1960 | -    | -    | -    | -    | -    | -    | -    | -    | -    | -    | -    | -    | -    | -    | -    |
| It'll Be Me                                       | -   | 1384 | -    | -    | -    | -    | -    | -    | -    | -    | -    | -    | -    | -    | -    | -    | -    | -    | -    | -    | -    |
| Living Doll                                       | -   | 635  | 684  | 800  | 949  | 932  | 991  | 912  | 875  | 878  | 1274 | 1402 | 1410 | -    | -    | -    | -    | -    | -    | -    | -    |
| Living Doll (met The Young Ones)                  | 134 | 371  | 374  | 450  | 1008 | 696  | 967  | 1081 | 1103 | 887  | 916  | 973  | 1049 | 1574 | 1160 | 1314 | 1433 | 1490 | 1661 | 1766 | 1821 |
| Lucky Lips                                        | 943 | 1180 | 1225 | 1622 | 1825 | 1662 | 1690 | 1707 | 1583 | 1633 | 1900 | -    | -    | -    | -    | -    | -    | -    | -    | -    | -    |
| Miss You Nights                                   | 473 | 513  | 482  | 834  | 980  | 778  | 887  | 1064 | 899  | 874  | 1148 | 1282 | 1515 | -    | -    | -    | -    | -    | -    | -    | -    |
| Move It                                           | -   | -    | -    | -    | -    | -    | -    | -    | -    | -    | 1409 | 1876 | -    | -    | -    | -    | -    | -    | -    | -    | -    |
| Please Don't Tease                                | 668 | -    | 1248 | 1973 | 1579 | 1751 | 1879 | -    | 1760 | 1927 | -    | -    | -    | -    | -    | -    | -    | -    | -    | -    | -    |
| Power to All Our Friends                          | 843 | 1002 | 920  | 1423 | 1968 | 1979 | 1900 | 1917 | 1709 | 1735 | -    | -    | -    | -    | -    | -    | -    | -    | -    | -    | -    |
| Some People                                       | -   | 663  | 817  | 1370 | 1616 | 1405 | 1600 | 1938 | 1586 | 1582 | 1982 | -    | -    | -    | -    | -    | -    | -    | -    | -    | -    |
| Summer Holiday                                    | 578 | 1081 | 1282 | 1388 | 1604 | 1516 | 1560 | 1510 | 1465 | 1487 | 1710 | 1882 | -    | -    | -    | -    | -    | -    | -    | -    | -    |
| The Best of Me                                    | 920 | -    | -    | -    | -    | -    | -    | -    | -    | -    | -    | -    | -    | -    | -    | -    | -    | -    | -    | -    | -    |
| The Day I Met Marie                               | -   | 972  | 1203 | 1343 | 1688 | 1664 | 1922 | -    | 1840 | 1916 | -    | -    | -    | -    | -    | -    | -    | -    | -    | -    | -    |
| The Young Ones                                    | 325 | 624  | 633  | 942  | 1024 | 943  | 1138 | 1254 | 1011 | 1042 | 1349 | 1488 | 1801 | -    | -    | -    | -    | -    | -    | -    | -    |
| We Don't Talk Anymore                             | 519 | 872  | 753  | 1629 | -    | 1851 | 1913 | 1966 | 1912 | 1805 | -    | -    | -    | -    | -    | -    | -    | -    | -    | -    | -    |

1. ↑  Een '-' betekent dat het nummer niet was genoteerd en een vetgedrukt getal geeft de hoogste notering van een nummer aan.
2. ↑  Deze tabel is bijgewerkt tot en met de laatste editie (2024).

### Dvd's
| Dvd's met hitnoteringen in de DVD Top 30                                       | Datum van verschijnen' | Datum van binnenkomst | Hoogste positie | Aantal weken | Opmerkingen                 |
| ------------------------------------------------------------------------------ | ---------------------- | --------------------- | --------------- | ------------ | --------------------------- |
| 40th anniversary - As real as ever at the Royal Albert Hall                    | 2003                   | 8 maart 2003          | 10              | 10           |                             |
| Live in the park - 20 of his all time greatest hits                            | 2003                   | 5 april 2003          | 16              | 4            |                             |
| The final reunion - Live from the O2 Arena                                     | 2009                   | 14 november 2009      | 1(1wk)          | 40           | als Cliff / met The Shadows |
| Cliff Richard as never before... Bold as Brass - Live at the Royal Albert Hall | 2010                   | 27 november 2010      | 18              | 2            |                             |
| Still reelin' and-a-rockin' - Live in Sydney                                   | 2013                   | 16 november 2013      | 6               | 12           |                             |
| 75th birthday concert                                                          | 2015                   | 19 december 2015      | 15              | 1            |                             |

| Dvd's met hitnoteringen in de Vlaamse Ultratop muziek-dvd top 10/20 | Datum van verschijnen | Datum van binnenkomst | Hoogste positie | Aantal weken | Opmerkingen                 |
| ------------------------------------------------------------------- | --------------------- | --------------------- | --------------- | ------------ | --------------------------- |
| Castles in the air                                                  | 2005                  | 29 januari 2005       | 10              | 1            |                             |
| The final reunion - Live from the O2 Arena                          | 2009                  | 12 december 2009      | 1(1wk)          | 19           | als Cliff / met The Shadows |
| Still reelin' and-a-rockin' - Live in Sydney                        | 2013                  | 23 november 2013      | 7               | 9            |                             |